# 桑吉斯人

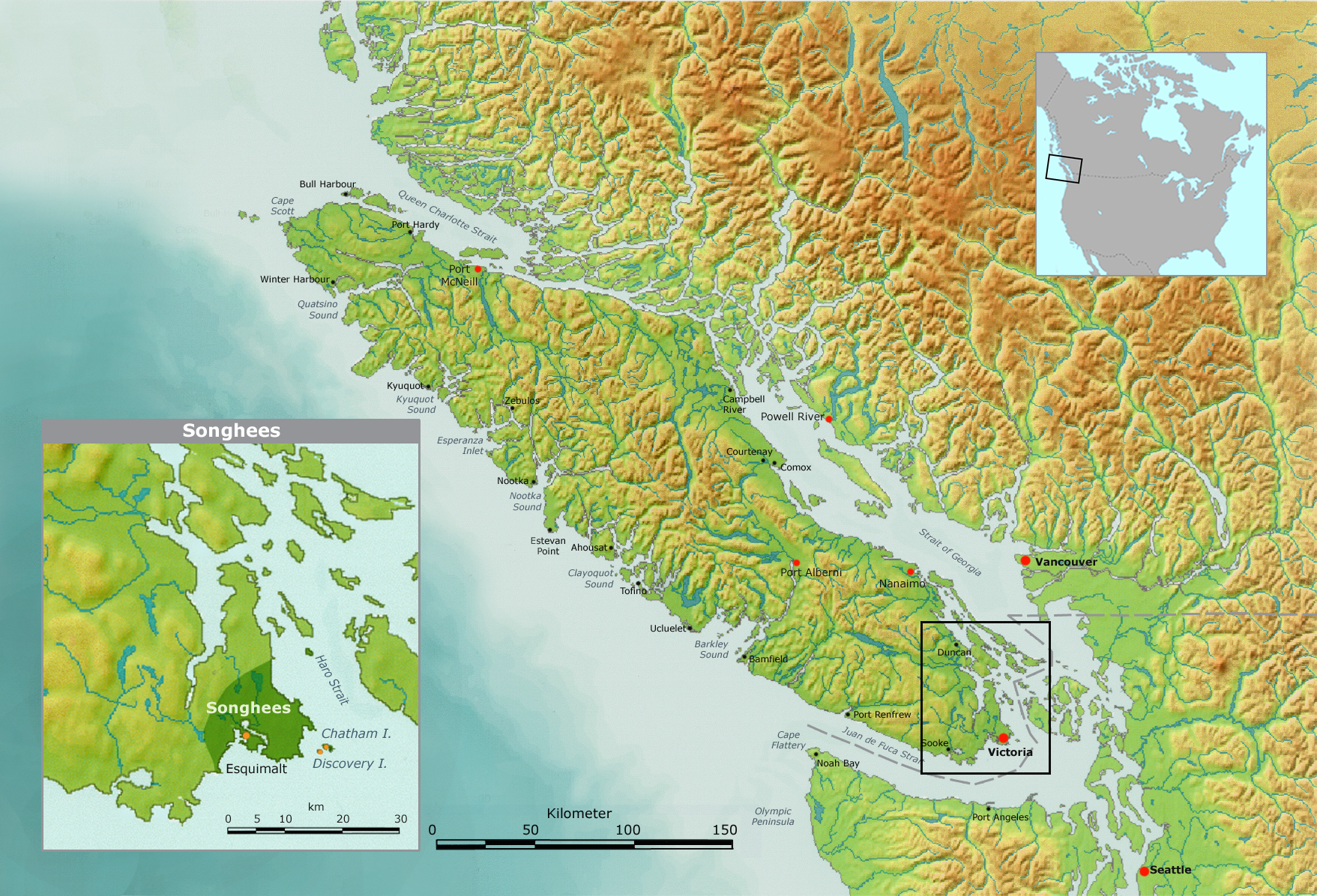
桑吉斯人的分佈位置

桑吉斯人(Songhees or Songish)又名肋筐恩人(Lekwungen or Lekungen)，居住在卑詩省的維多利亞區(Greater Victoria)，是北美海岸的薩利希人(Salish)的一支。有證據指出，在18世紀末至19世紀初歐洲人抵達之前，他們的祖先就已經來到了比根丘公園內的芬雷頌角(Finlayson Point)定居。他們的傳統食物包括鮭魚、甲殼類動物、鯨魚、鹿、鴨、莓果、北美特產百合科植物根和藥草，並依傳統地住在大房子裡。
桑吉斯人的人口在1859年時估計為8500人，但至1914年時減少至200人以下。
在1843年英國建立維多莉亞堡的時候，因為桑吉斯人的村落太接近堡壘，因此他們被迫遷移。首次遷移是搬移到維多莉亞西側，第二次是搬到View Royal的自治區旁，並且建立了保留區。
溫哥華島的管理者詹姆士‧道格拉斯(James Douglas)先生，在1850年時和桑吉斯人談了一個條約，使他們的祖籍地變成現在維多利亞的都市化區域和周圍自治區的核心。卑詩省首要城市的發展，導致了桑吉斯人傳統的經濟和生活圈可觀的分裂。
最近桑吉斯人認為，卑詩省的政府並沒有尊重1850年的條約，所以他們決定對加拿大政府和省政府採取法律行動。在2006年11月時，桑吉斯族國首領羅伯‧山姆(Robert Sam)、加拿大印地安及北方事務部的聯邦首領吉姆‧普倫蒂斯(Jim Prentice)和原住民關係及和解廳的首領麥克‧德容(Mike de Jong)一起發表了這份法案的協議。
桑吉斯人的政府是桑吉斯第一國族，土地條約協會和Naut'sa Mawt 部落議會，他們的傳統語言是北方海峽薩利希語的一支。

## 引用
1. British Columbia from the earliest times to the present. Vol. 1, Charles Hill-Tout chapter The Native Races of British Columbia, in E.O.S. Scholefield & F.W. Howay, publ. S.J. Clarke, Vancouver, 1914, p.577

## 外部連結
- Songhees Nation website （页面存档备份，存于）